# Río Bečva
El río Bečva (ˈbɛtʃva) es un corto río de la República Checa, un afluente por la izquierda del río Morava. Pertenece a la cuenca hidrográfica del río Danubio y tiene una longitud de 62 km.
El río Bečva se forma por la confluencia de dos manantiales, el Rožnovská Bečva al norte, y cuyo valle separa los Beskides de Moravia-Silesia, en el norte, del Vsetínské vrchy en el sur; y el Vsetínská Bečva, al sur, cuyo valle separa el Vsetínské vrchy en el norte del Javorníky en el sur.
- Datos: Q854608
- Multimedia: Bečva / Q854608